# Kirvesluoto (ö i Södra Savolax, Nyslott, lat 62,15, long 28,37)
Kirvesluoto är en ö i Finland. Den ligger i sjön Haukivesi och i kommunen Rantasalmi i den ekonomiska regionen  Nyslotts ekonomiska region  och landskapet Södra Savolax, i den sydöstra delen av landet, 280 km nordost om huvudstaden Helsingfors. Öns area är 2,5 hektar och dess största längd är 350 meter i öst-västlig riktning.